# 曹璽 (弘治進士)
曹璽（1454年—？），字廷玉，山西太原府岢嵐州嵐縣人，軍籍，明朝政治人物。

## 生平
山西鄉試第二十八名舉人。弘治六年（1493年）中式癸丑科會試第一百十名，三甲第一百八十一名進士。

## 家族
曾祖曹友賢；祖父曹志；父曹琛，母陳氏。具庆下。